# Son Heung-min
Đây là một tên người Triều Tiên, họ là Son.
Son Heung-min (tiếng Hàn Quốc: 손흥민, sinh ngày 8 tháng 7 năm 1992) là một cầu thủ bóng đá chuyên nghiệp người Hàn Quốc hiện đang thi đấu ở vị trí tiền đạo cho câu lạc bộ Major League Soccer Los Angeles FC và là đội trưởng của đội tuyển bóng đá quốc gia Hàn Quốc. Được đánh giá là một trong những cầu thủ châu Á vĩ đại nhất mọi thời đại, anh nổi tiếng nhờ lối chơi giàu kỹ thuật, tốc độ, thể lực sung mãn, khả năng dứt điểm tốt bằng cả hai chân, khả năng chọn vị trí xuất sắc và khả năng liên kết lối chơi đầy hiệu quả. Là cầu thủ châu Á đầu tiên trong lịch sử giành được danh hiệu Chiếc giày vàng Premier League và là cầu thủ châu Á ghi nhiều bàn nhất trong một mùa giải của UEFA Champions League, Son được vinh danh là một biểu tượng của nền thể thao và văn hóa Hàn Quốc.
Sinh ra tại Chuncheon, Son Heung-min chuyển đến Đức vào năm 2008 và gia nhập đội bóng Hamburger SV, nơi anh có trận ra mắt đầu tiên tại Bundesliga vào năm 2010. Năm 2013, Son đã chuyển đến Bayer Leverkusen với mức giá chuyển nhượng kỷ lục của câu lạc bộ là 10 triệu euro, sau đó cùng đội bóng này tham dự hai đấu trường danh giá là UEFA Europa League và UEFA Champions League. Hai năm sau, anh ký hợp đồng gia nhập Tottenham Hotspur với mức phí 22 triệu bảng Anh, qua đó trở thành cầu thủ châu Á đắt giá nhất trong lịch sử. Anh còn là cầu thủ châu Á duy nhất nhận danh hiệu Cầu thủ Ngoại hạng Anh xuất sắc nhất tháng với màn trình diễn ấn tượng trong tháng 9. Cũng tại Tottenham, anh trở thành cầu thủ người châu Á ghi nhiều bàn nhất trong lịch sử UEFA Champions League, và là cầu thủ người châu Á đầu tiên cán mốc 100 bàn thắng tại Premier League. Sau khi được chọn làm đội trưởng của Tottenham Hotspur vào cuối năm 2023, anh đã dẫn dắt đội bóng giành chức vô địch UEFA Europa League vào năm 2025, qua đó đánh dấu lần đầu tiên anh có được danh hiệu lớn trong sự nghiệp trong mùa giải cuối cùng của mình, đồng thời cũng chấm dứt chuỗi khô hạn danh hiệu kéo dài 17 năm của câu lạc bộ. Năm 2025, anh chuyển sang khoác áo cho Los Angeles.
Kể từ cuối năm 2010, Son được gọi vào đội tuyển quốc gia và anh cũng đại diện cho Hàn Quốc tham dự FIFA World Cup vào các năm 2014, 2018 và 2022. Bản thân anh cũng là cầu thủ ghi bàn nhiều nhất cho đội tuyển Hàn Quốc tại FIFA World Cup cùng với Park Ji-sung và Ahn Jung-hwan với 3 bàn thắng. Bên cạnh đó, Son cũng tham dự AFC Asian Cup qua các năm 2011, 2015, 2019 và 2023, giúp đội tuyển giành huy chương đồng tại Asian Cup 2011 và cán đích ở vị trí á quân tại Asian Cup 2015. Do anh cũng góp công lớn giúp đội tuyển Olympic Hàn Quốc lọt vào tứ kết Olympic Rio 2016 và giành được tấm huy chương vàng tại ASIAD 2018, qua thành tích đó, anh cùng với các đồng đội chính thức được miễn thực hiện nghĩa vụ quân sự ở quê nhà.

## Tiểu sử
Son được sinh ra ở Chuncheon, thuộc tỉnh Gangwon. Cha của anh, ông Son Woong-jung từng là một cầu thủ bóng đá nhà nghề nay đã nghỉ hưu, sau đó ông trở thành huấn luyện viên và cũng đã từng có một khoảng thời gian chơi cho đội B trong màu áo đội tuyển quốc gia Hàn Quốc.
Ít tháng sau khi chào đời ở Chuncheon, Son theo gia đình chuyển đến định cư ở Canada, rồi sang Pháp trước khi dừng chân ở New Zealand. Vì không có quốc tịch nên bố mẹ đăng ký cho Son theo học dưới dạng trao đổi văn hóa giữa hai nước ở trường Mission Heights. Cho đến năm 9 tuổi, Son mới được quay trở về Hàn Quốc. Tại đây, anh được đưa tới trường trung học Dongbuk và sau đó anh đã bất ngờ tốt nghiệp với tư cách của một thủ khoa.
Nhưng ngay khi bước vào tuổi dậy thì, Son bắt đầu chán học. Anh bắt đầu tìm thấy niềm vui mới thú vị hơn là chuyện đèn sách. Son đam mê bóng đá và có khao khát trở thành cầu thủ chuyên nghiệp, sang châu Âu thi đấu và kế tục sự nghiệp thành danh của các đàn anh như Park Ji-sung, Ahn Jung-hwan hay Cha Bum-kun. Một năm sau ngày vào trường cấp ba, Son ghi danh tại lò đào tạo trẻ FC Seoul, nơi đã phát hiện ra tài năng của Lee Young-Pyo, một cựu tuyển thủ Hàn Quốc từng khoác áo Tottenham. Tuy nhiên, Son khi đó mới chỉ là một cậu bé nhặt bóng trong các trận đấu trên sân nhà của FC Seoul trong năm 2008, khi anh còn là một cầu thủ trẻ của đội. Vào thời điểm đó, hình mẫu của anh là tiền vệ Lee Chung-yong, người từng chơi cho 2 câu lạc bộ khác nhau tại Anh là Crystal Palace và Bolton Wanderers.

## Sự nghiệp câu lạc bộ

### Hamburger SV

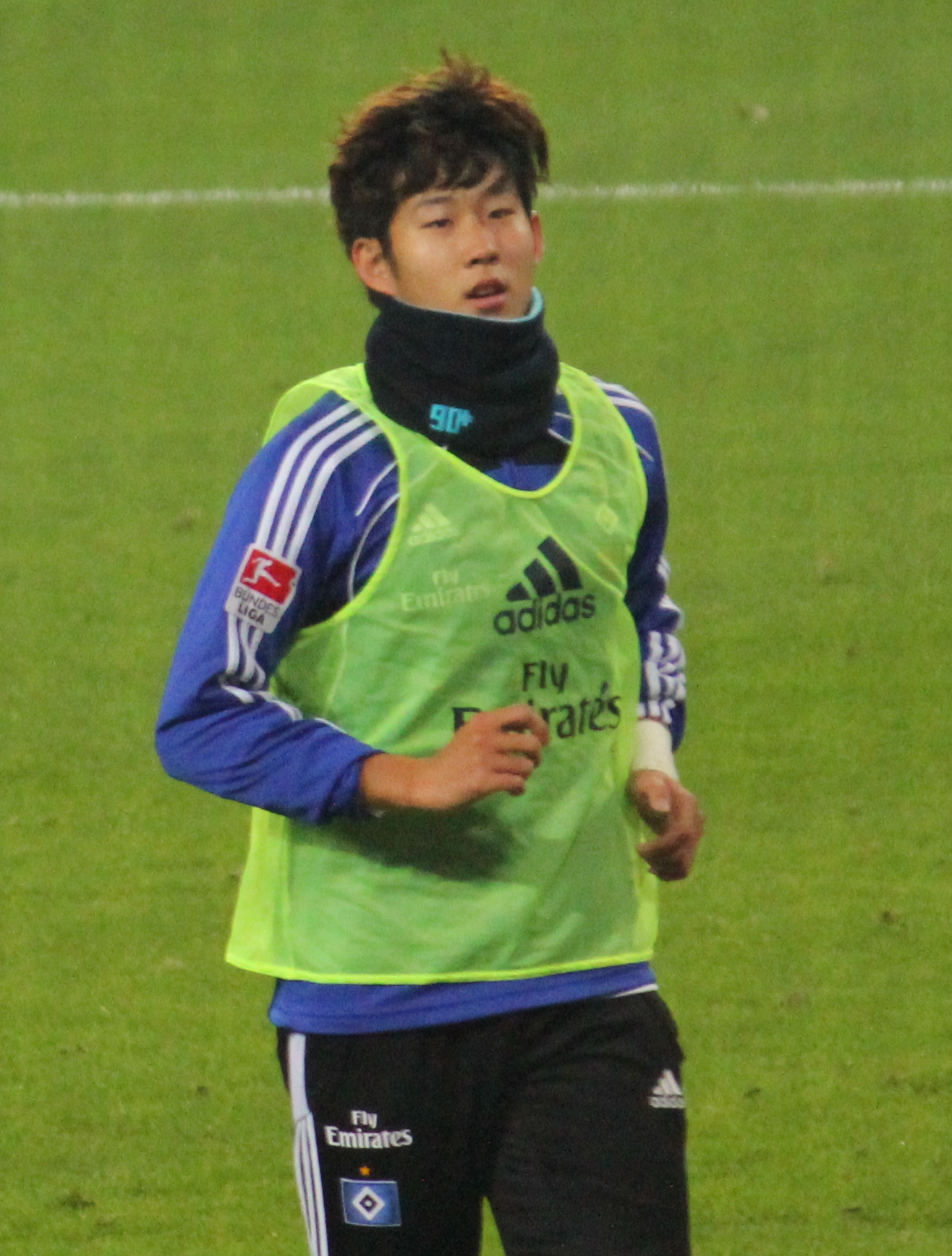
Son khởi động trước trận đấu của Hamburger SV năm 2011

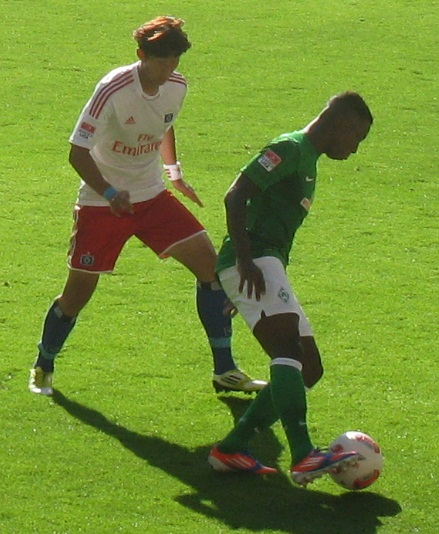
Son cùng Hamburger SV đối đầu Eljero Elia (Werder Bremen) trong trận Nordderby

Vào tháng 8 năm 2008, Son đã chính thức gia nhập học viện đào tạo tài năng trẻ của Hamburger SV (năm đó anh mới 16 tuổi) thông qua Dự án đào tạo cầu thủ trẻ của Hiệp hội bóng đá Hàn Quốc. Một năm sau, anh trở về Hàn Quốc. Vào tháng 11 năm 2009, anh quay trở lại học viện trẻ của Hamburger SV và ghi một bàn thắng trong sáu trận đấu thuộc mùa 2009-2010 khi chơi cho đội Hamburger SV II. Anh gây ấn tượng trong giai đoạn đầu mùa 2010-2011 khi dẫn đầu đội bóng với chín pha lập công và ký hợp đồng chuyên nghiệp đầu tiên của mình vào đúng dịp sinh nhật tròn 18 tuổi. Sau khi ghi bàn vào lưới Chelsea trong tháng tám, anh phải ngồi ngoài hai tháng do dính chấn thương ở chân. Anh trở lại vào ngày 30 tháng 10 năm 2010 và ghi bàn đầu tiên của mình tại giải đấu trước 1. FC Köln ở phút thứ 24. Bàn thắng khiến Son trở thành cầu thủ Hamburg trẻ nhất từng ghi bàn tại Bundesliga khi mới 18 tuổi, qua đó phá vỡ kỷ lục của Manfred Kaltz.
Son ký hợp đồng mới với Hamburg giúp giữ chân anh tại câu lạc bộ đến năm 2014. Điều này đồng nghĩa Son đang tiếp bước để trở thành một Cha Bum-kun mới (cựu tiền đạo huyền thoại của Bundesliga và cũng là người Hàn Quốc đồng hương). Son đã ghi ba bàn trong 14 trận trên tất cả mọi đấu trường trong mùa 2010-2011.
Trong đầu mùa giải 2011-12, Son trải qua chín trận mà không ghi được bàn thắng nào. Sau khi bỏ lỡ trận khai mạc vì một cơn sốt, Son đã ghi hai bàn trong ba trận đấu tiếp theo. Không may là trong mùa giải trước anh đã dính chấn thương mắt cá trong trận thua 4-3 trước 1. FC Köln vào ngày 27 tháng 8 và ban đầu được chẩn đoán phải nghỉ thi đấu từ bốn đến sáu tuần. Tuy nhiên quá trình hồi phục chấn thương tiến triển nhanh hơn dự kiến và anh trở lại tập luyện chỉ sau ba tuần sau khi vào sân thay người trong trận thua 1-0 trước Borussia Mönchengladbach vào ngày 17 tháng 9. Trong suốt mùa 2011-12, anh có 30 lần ra sân cho Hamburg và ghi năm bàn, bao gồm cả những bàn thắng quan trọng vào lưới Hannover 96 và 1. FC Nürnberg vào giai đoạn cuối mùa giải giúp đảm bảo rằng Hamburg vẫn trụ hạng tại Bundesliga.
Mùa giải tiếp theo 2012-13 của Hamburger SV chứng kiến sự thay đổi đáng kể khi hai tiền đạo của đội là Mladen Petrić và Paolo Guerrero lần lượt chuyển đến Fulham và Corinthians, vì vậy huấn luyện viên Thorsten Fink đã lựa chọn đưa Son vào vị trí trong đội hình xuất phát. Mùa 2012-13 là một mùa giải đột phá đối với Son khi anh ghi hai bàn trong trận sân khách gặp Borussia Dortmund vào ngày 9 tháng 12 năm 2013, giúp đội bóng của anh giành chiến thắng 4-1. Sau trận đấu Son được Kicker bầu chọn là Mann des Tages (Cầu thủ xuất sắc nhất trận). Những bàn thắng liên tục của anh vào lưới Dortmund khiến anh có biệt danh là "Bee-farmer", liên quan đến linh vật của đối thủ. Ngày 14 tháng 4, Son lập cú đúp trong thắng lợi 2-1 trước Mainz 05. Anh kết thúc mùa bóng với 12 bàn, trở thành cầu thủ châu Á thứ tư đạt cột mốc bàn thắng hai con số trong ba giải đấu bóng đá châu Âu thuộc "Big 3". Anh khép lại mùa 2012-13 với 12 bàn sau 34 trận trên tất cả mọi đấu trường.

### Bayer Leverkusen

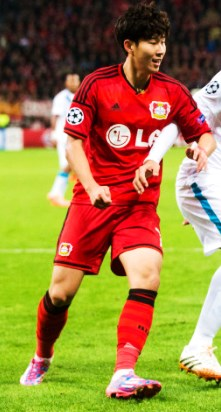
Son thi đấu trong màu áo Bayer Leverkusen ở UEFA Champions League năm 2014

Ngày 13 tháng 6 năm 2013, Bayer Leverkusen xác nhận đã ký hợp đồng với Son với mức phí 10 triệu Euro, mức giá chuyển nhượng cao nhất mà câu lạc bộ từng trả trong lịch sử. Anh đồng ý ký vào bản hợp đồng năm năm để gắn bó cùng đội bóng. Son nhanh chóng thích nghi với câu lạc bộ mới trong giai đoạn đầu mùa giải, ghi ba bàn trong ba trận ra sân đầu tiên cho đội trong những trận đấu mang tính phô diễn (lần lượt trước 1860 Munich, Udinese và KAS Eupen.
Ngày 9 tháng 11 năm 2013, anh đã lập một hat-trick cho Leverkusen trong chiến thắng 5-3 trước câu lạc bộ cũ của anh là Hamburgers SV. Ngày 7 tháng 12, anh ghi bàn thắng quan trọng vào lưới Borussia Dortmund giúp câu lạc bộ rút ngắn khoảng cách còn bốn điểm so với ngôi đầu bảng Bundesliga. Son cũng ghi một bàn khác vào lưới SV Werder Bremen giúp đảm bảo suất dự UEFA Champions League 2014-15 dành cho đội bóng. Anh kết thúc mùa 2013-14 với 12 bàn sau 43 trận.
Son còn lập một hat-trick khác vào lưới Wolfsburg vào ngày 14 tháng 2 năm 2015 sau khi bị dẫn 3-0 trong trận thua 4-5 trước "Sói xanh". Anh kết thúc mùa 2014-15 với 17 bàn sau 42 trận. Anh bắt đầu mùa bóng mới 2015-16 cùng Bayer Leverkusen khi có một trận ra sân ở giải quốc nội và một trận thi đấu vòng loại UEFA Champions League 2015-16.

### Tottenham Hotspur

#### 2015–16: Mùa giải ra mắt
Ngày 28 Tháng 8 năm 2015, Son gia nhập đội bóng đang chơi tại giải Ngoại hạng Anh là Tottenham Hotspur với mức phí 22 triệu bảng Anh (30 triệu Euro) kèm theo bản hợp đồng 5 năm, tùy thuộc vào việc cho phép giải phóng và giấy phép quốc tế. Sau khi đặt bút ký, anh đã trở thành cầu thủ châu Á đắt giá nhất trong lịch sử bóng đá. Kỷ lục cũ là từ năm 2001 của cầu thủ người Nhật Bản Nakata Hidetoshi khi chuyển từ Roma sang Parma với giá 25 triệu €.
Son có trận ra mắt vào ngày 13 tháng 9 trong trận sân khách tiếp đón Sunderland vào sân thay Andros Townsend ở phút thứ 62 góp phần giúp đội bóng thắng tối thiểu 1-0. Trong trận đấu đầu tiên của Tottenham tại UEFA Europa League 2015-16 vào ngày 17 tháng 9, Son đã ghi hai bàn đầu tiên cho câu lạc bộ mới trong chiến thắng 3-1 trước Qarabağ FK. Ba ngày sau, anh ghi bàn thắng đầu tiên của mình tại giải Ngoại hạng trong trận gặp Crystal Palace trên sân White Hart Lane khi lập công ở phút thứ 68 giúp Tottenham có chiến thắng sân nhà đầu tiên trong mùa bóng Ngoại hạng mới. Vào ngày 28 tháng 12, Son thay thế Tom Carroll ở phút thứ 80 và ghi bàn thắng ấn định chiến thắng cho Tottenham ở phút 89 trước Southampton. Ngày 2 tháng 5, anh còn ghi bàn thắng thứ hai vào lưới Chelsea trong trận đấu quan trọng để giúp cho Tottenham nuôi hy vọng giành ngôi vương giải Ngoại hạng. Tuy nhiên Chelsea đã gỡ hòa ở hiệp hai, qua đó gián tiếp trao chức vô địch cho Leicester City.

#### 2016–2018: Đột phá và á quân Premier League

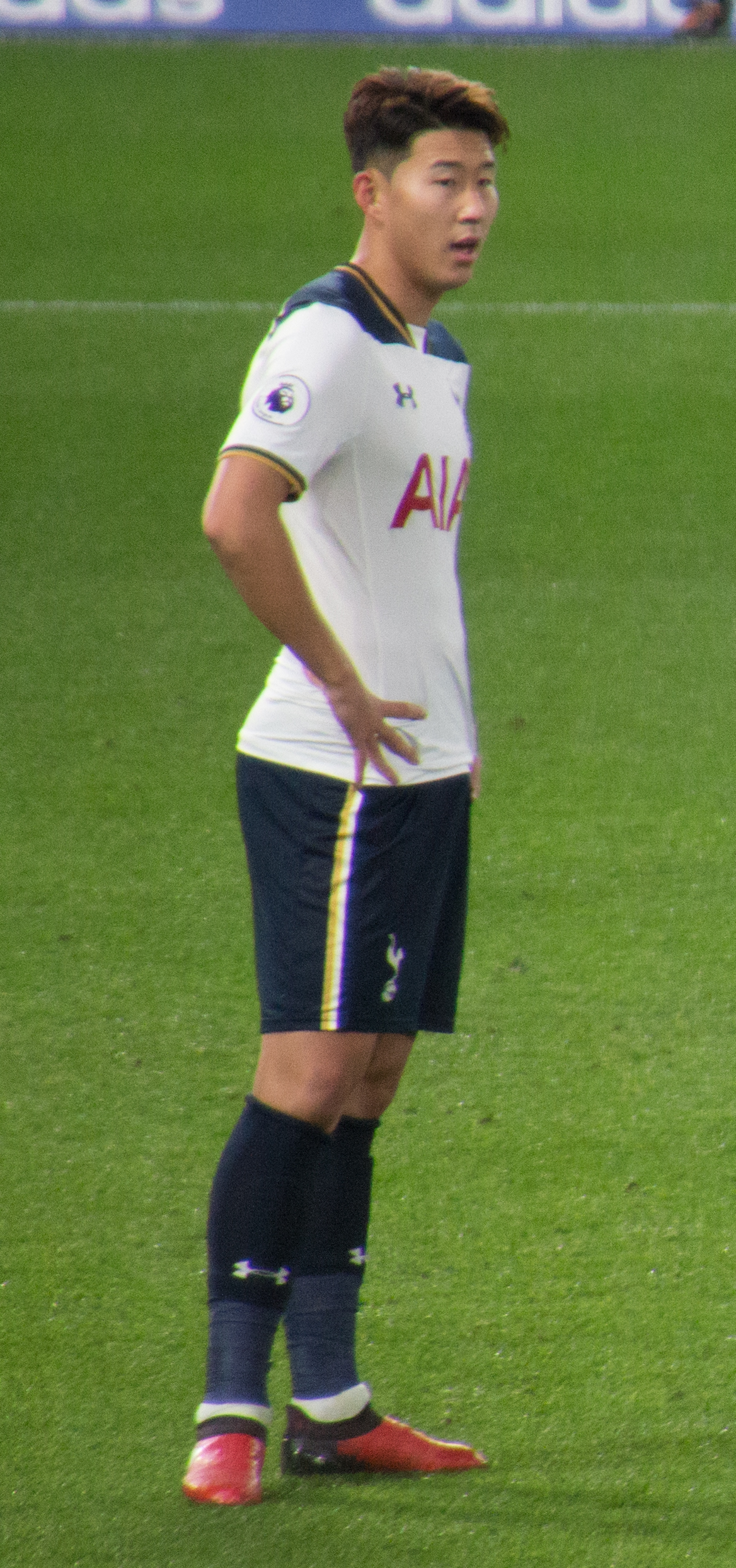
Son thi đấu trong màu áo Tottenham Hotspur năm 2016

Trước mùa giải mới, Son từng yêu cầu huấn luyện viên Mauricio Pochettino cho phép rời Tottenham để kiếm thêm nhiều cơ hội ra sân thường xuyên hơn, nhưng cuối cùng anh quyết định chiến đấu cho một vị trí chính thức tại Tottenham. Ngày 10 tháng 9 năm 2016, Son ghi hai bàn và có hai pha kiến tạo trong trận đầu tiên của anh ở mùa giải với chiến thắng 4-0 trước Stoke City. Son tiếp tục màn trình diễn ấn tượng với cú đúp thứ hai trước Middlesbrough vào ngày 24 tháng 9, đem về chiến thắng 2-1 cho đội bóng. Sau khi cân bằng tổng số bàn thắng hiện tại so với mùa giải trước khi ít hơn 25 trận, Son được Pochettino ca ngợi là "một con người khác biệt - anh trưởng thành và hiểu rõ giải đấu hơn, hiện tại anh ấy đang rất ổn định một cách tuyệt vời". Ông còn đặt kỳ vọng vào Son, "Tôi tin, Son sẽ là một cầu thủ quan trọng và là người hùng của Spurs trong tương lai gần". Son tiếp tục phong độ thuyết phục với bàn thắng thứ năm sau năm trận vào ngày 27 tháng 9 tại Champions League. Trong trận gặp CSKA Moscow, anh đẩy bóng vượt qua thủ môn Igor Akinfeev để ghi bàn thắng duy nhất của trận đấu. Ngày 14 tháng 10, Son được trao giải Cầu thủ xuất sắc nhất tháng 9, trở thành người châu Á và Hàn Quốc đầu tiên nhận vinh dự này.

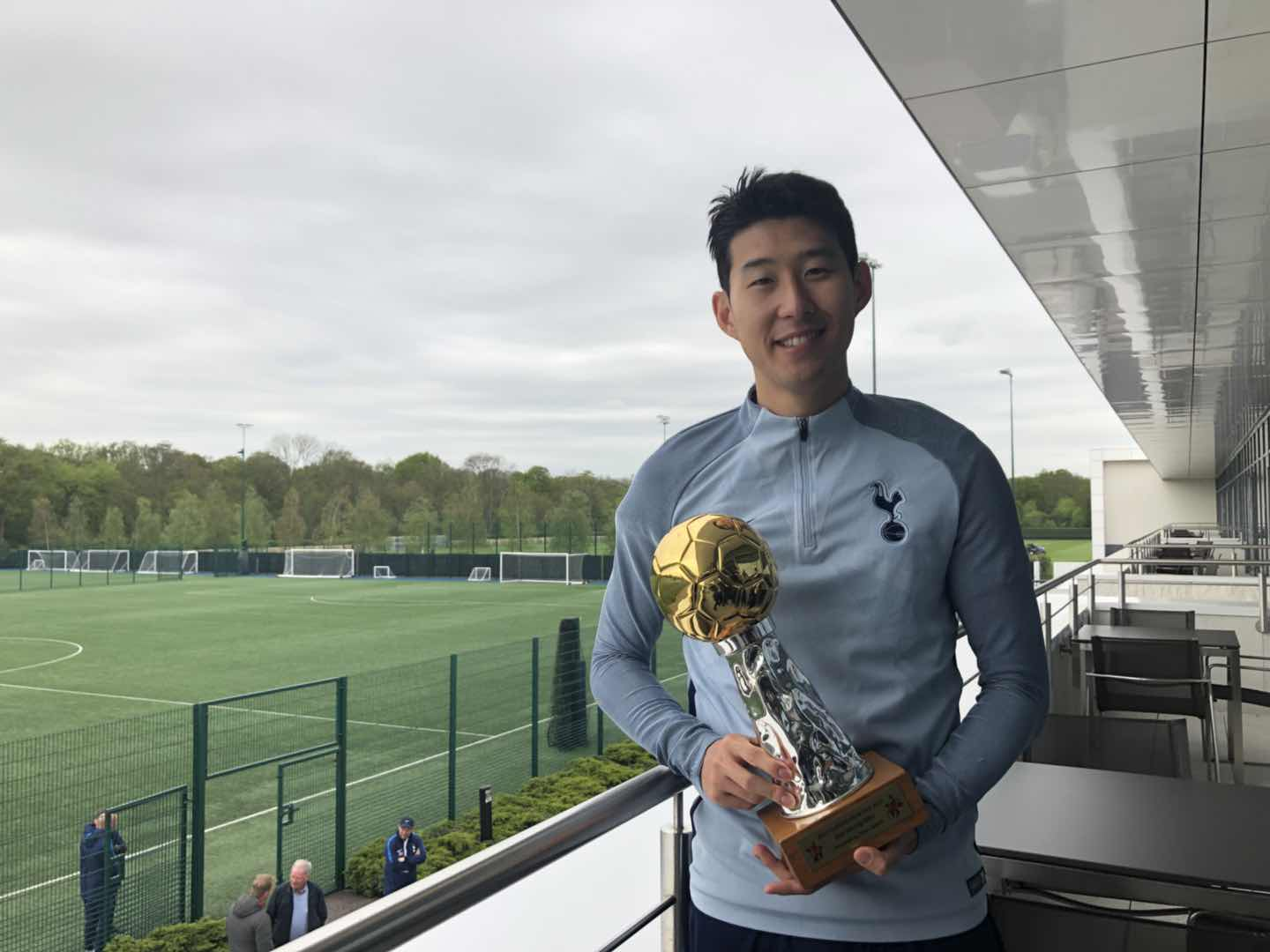
Son nhận giải cầu thủ xuất sắc nhất châu Á do báo Titan Sports trao năm 2018

Son ghi bàn thắng đầu tiên của mình trong mùa giải 2017–18 ở UEFA Champions League gặp Borussia Dortmund vào ngày 13 tháng 9 năm 2017 trên sân nhà Wembley tạm thời của Spurs, giúp Spurs thắng 3–1. Anh ghi bàn thắng đầu tiên của mình tại Premier League khi Spurs đánh bại Liverpool 4–1 trên sân nhà. Vào ngày 5 tháng 11 năm 2017, Son đã ghi bàn thắng duy nhất trong chiến thắng 1–0 trước Crystal Palace. Bàn thắng đã giúp số bàn anh ghi được ở Premier League lên 20 và anh đã trở thành cầu thủ ghi bàn hàng đầu châu Á trong lịch sử Premier League, phá vỡ kỉ lục của Park Ji-Sung tại Manchester United. Vào ngày 13 tháng 1 năm 2018, Son ghi một bàn thắng và kiến tạo trong một trận đấu với Everton, sánh ngang kỷ lục của câu lạc bộ vào năm 2004 bởi Jermain Defoe ghi được trong năm trận liên tiếp. Vào ngày 28 tháng 2 năm 2018, Son lập cú đúp và kiến tạo cho Fernando Llorente khi Tottenham đánh bại Rochdale 6–1 ở Vòng 5 Cúp FA. Son đã trở thành người châu Á đầu tiên kết thúc mùa giải với tư cách là cầu thủ ghi bàn hàng đầu ở Premier League.

#### 2018–19: Á quân Champions League
Vào ngày 20 tháng 7 năm 2018, Son đã ký một hợp đồng 5 năm mới với Tottenham cho đến năm 2023. Mùa giải 2018-19 chứng kiến phong độ bùng nổ của cầu thủ người Hàn Quốc. Những bàn thắng đầu tiên của mùa giải đến vào tháng 10 năm 2018 khi anh lập cú đúp trong trận đấu thứ 150 cho Tottenham trong trận đấu Cúp Liên đoàn 2018-19 với West Ham. Son đã ghi bàn thắng đầu tiên của mùa giải, bàn thắng thứ 50 của anh cho câu lạc bộ trên mọi đấu trường, trong nỗ lực solo trong chiến thắng 3-1 trên sân nhà trước Chelsea, khiến Chelsea phải nhận thất bại đầu tiên tại Premier League mùa này. Pha lập công này đã giành giải thưởng Bàn thắng của tháng của Premier League cho tháng 11. Vào ngày 13 tháng 2 năm 2019, Son đã ghi bàn thắng đầu tiên trong chiến thắng 3-0 trước Borussia Dortmund, ở lượt đi vòng 16 đội, UEFA Champions League. Vào cuối tháng, anh được bầu là Cầu thủ xuất sắc nhất Premier League trong các cậu lạc bộ ở thành phố Luân Đôn. Vào ngày 3 tháng 4 năm 2019, Son đã ghi bàn thắng đầu tiên trên Sân vận động Tottenham Hotspur mới trong chiến thắng 2-0 trước Crystal Palace.
Vào ngày 9 tháng 4 năm 2019, Son đã ghi bàn thắng đầu tiên ở châu Âu tại sân vận động Tottenham Hotspur trong chiến thắng 1-0 trước Manchester City. Ở trận lượt về, Son đã ghi hai bàn trên sân vận động Etihad của Man City để mang về cho Tottenham chiến thắng chung cuộc (hòa 4-4 nhưng ghi được bàn thắng sân khách) và giúp câu lạc bộ lọt vào bán kết Champions League lần đầu tiên kể từ năm 1962. Cú đúp của anh cũng chứng kiến anh trở thành cầu thủ châu Á có số bàn thắng nhiều nhất trong lịch sử giải đấu với 12 bàn thắng, vượt qua người giữ kỷ lục trước đó, Maxim Shatskikh của Uzbekistan.

#### 2019–20: Giải thưởng Puskás
Son đã mở màn mùa giải 2019–20 vào ngày 14 tháng 9 năm 2019 bằng cách ghi hai bàn thắng vào lưới Crystal Palace tại Premier League với kết quả cuối cùng là 4-0. Vào ngày 21 tháng 10, Son đã có tên trong danh sách rút gọn 30 người đề cử giành Quả bóng Vàng 2019. Vào ngày 3 tháng 11, Son bị đuổi khỏi sân trong trận hòa 1-1 với Everton sau khi phạm lỗi vào André Gomes từ phía sau, khiến anh ngã quỵt và bị chấn thương mắt cá chân nghiêm trọng. Chấn thương khiến nhiều cầu thủ và những người người hâm mộ rất lo lắng; Son rất đau khổ vì sự cố này. Sau tấm thẻ đỏ đó, Son bị đình chỉ ba trận đấu ở Premier League. Tuy nhiên, nhiều chuyên gia trong đó có cựu cầu thủ Everton Kevin Kilbane bày tỏ sự chỉ trích về tấm thẻ đỏ và Tottenham đã đưa ra lời kêu gọi tới Liên đoàn bóng đá Anh. FA cuối cùng đã chấp nhận kháng cáo và thẻ đỏ của Son đã bị hủy bỏ vào ngày 5 tháng 11. Ba ngày sau sự cố này, trong chiến thắng 4-0 tại UEFA Champions League trước Red Star Belgrade, Son ghi một cú đúp, thay vì ăn mừng bàn thắng đầu tiên, anh đã xin lỗi trước máy quay vì những gì đã xảy ra tại Goodison Park.
Vào ngày 23 tháng 11 năm 2019, Son đã ghi bàn thắng đầu tiên của Tottenham dưới thời Jose Mourinho, với chiến thắng 3-2. Vào ngày 7 tháng 12, trong chiến thắng đậm 5-0 trước Burnley, Son tăng tốc dẫn bóng từ sân nhà sang sân đối thủ, vượt qua bảy cầu thủ hậu vệ đối phương trong vỏn vẹn 12 giây để ghi một bàn thắng mà sau này được vinh danh là Bàn thắng đẹp nhất của mùa giải.
Ngày 23 tháng 12 năm 2019, trong một tình huống diễn ra ở phút 60 trận đấu giữa Tottenham và Chelsea. Son Heung-min trong một pha tranh chấp với Antonio Rudiger đã không giữ được bình tĩnh. Tiền đạo người Hàn Quốc ngã ra nhưng vẫn cố với chân đạp vào bụng trung vệ đội khách. Trọng tài chính Anthony Taylor dừng trận đấu để tham khảo VAR. Tổ trọng tài video xác định đó là một hành động chơi xấu có chủ đích từ Son. Ngay lập tức, một tấm thẻ đỏ trực tiếp được rút ra dành cho ngôi sao bên phía Tottenham. Tấm thẻ đỏ trực tiếp này đồng nghĩa với việc Son sẽ phải vắng mặt 2 trận đấu tiếp theo của Tottenham tại giải Ngoại hạng Anh. Đây là mất mát không nhỏ của Spurs khi đội bóng thành London chuẩn bị bước vào giai đoạn thi đấu khắc nghiệt cuối năm 2019.
Vào tháng 1 năm 2020, Son được trao giải Bàn thắng đẹp nhất tháng 12 của Ngoại Hạng Anh. Vào ngày 16 tháng 2 năm 2020, Son đã ghi hai bàn thắng tại Villa Park, giúp Tottenham giành chiến thắng 3-2, đồng thời anh trở thành cầu thủ châu Á đầu tiên ghi 50 bàn tại Premier League, với 51 bàn thắng trong 151 trận ở Premier League. Son đã bị gãy xương cánh tay vào giây thứ 31 của trận đấu; chấn thương này khiến anh không thể thi đấu trong một vài tuần. Huấn luyện viên trưởng José Mourinho không lạc quan về chấn thương của Son và có khả năng anh sẽ phải ngồi ngoài trong phần còn lại của mùa giải.
Vào ngày 6 tháng 4 năm 2020, trong khi Premier League bị tạm dừng do đại dịch COVID-19, người ta xác nhận rằng Son sẽ thực hiện nghĩa vụ quân sự bắt buộc ở Hàn Quốc. Sau khi hoàn thành việc cách ly hai tuần khi trở về Hàn Quốc, anh phục vụ cho Thủy quân lục chiến trong ba tuần trên đảo Jeju.

#### 2020–21: Đội PFA của năm

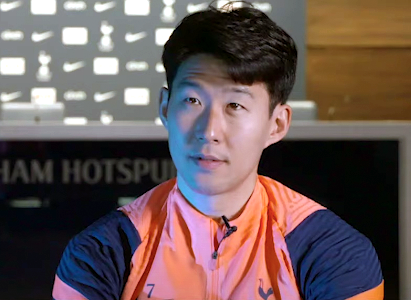
Son Heung-min năm 2021

Trong trận đấu vòng 2 Premier League mùa giải 2020–21, Son ghi bốn bàn, tất cả đều được kiến tạo bởi Harry Kane trong chiến thắng 5–2 trước Southampton và là trận thắng đầu tiên của mùa giải. Đây là lần đầu tiên trong lịch sử Premier League, một cầu thủ ghi bốn bàn trong một trận đấu trong khi được hỗ trợ bởi cùng một đồng đội. Trong trận đấu vào ngày 4 tháng 10 năm 2020, anh ghi một cú đúp vào lưới Manchester United để giúp Tottenham giành chiến thắng 6–1, đây là chiến thắng đậm nhất của Tottenham tại Old Trafford và là kết quả tốt nhất của họ trước United kể từ trận thắng trên sân nhà năm 1932. Son nhận giải thưởng Cầu thủ xuất sắc nhất tháng của Premier League lần thứ ba vào ngày 13 tháng 11 năm 2020.
Vào ngày 2 tháng 1 năm 2021, Son ghi bàn thắng thứ 100 cho Tottenham trong chiến thắng 3–0 trước Leeds. Vào ngày 10 tháng 2 năm 2021, anh có 3 đường kiến tạo, nhưng Tottenham đã để thua 5-4 trước Everton ở FA Cup. Vào ngày 28 tháng 1 năm 2021, đồng hương của Son ở Đội tuyển Quốc gia nữ Hàn Quốc, Cho So-hyun gia nhập đội nữ Tottenham Hotspur tại FA WSL dưới dạng cho mượn trong phần còn lại của mùa giải 2020–21, Với việc Son vẫn đang thi đấu cho đội nam, điều đó đã mang lại cho Spurs sự khác biệt hiếm hoi khi có cả Đội trưởng Đội tuyển Quốc gia Nam và Nữ của Đội tuyển Quốc gia Hàn Quốc tại một câu lạc bộ.
Vào ngày 7 tháng 3, Son đã kiến tạo cho Harry Kane trong chiến thắng 4–1 trước Crystal Palace, và đây là nỗ lực ghi bàn thứ 14 của họ, nhờ đó họ đã lập kỷ lục về số pha phối hợp bàn thắng nhiều nhất trong một mùa giải Premier League.
Kết thúc mùa giải 2020–21, Son được Hiệp hội cầu thủ chuyên nghiệp Anh (PFA) bình chọn là một trong 11 cái tên trong "Đội hình tiêu biểu của năm".

#### 2021–22: Chiếc giày vàng Premier League
Son Heung-min ký hợp đồng mới có thời hạn 4 năm với Tottenham đến 2025 vào ngày 23 tháng 7 năm 2021. Vào ngày 15 tháng 8, anh ghi bàn thắng đầu tiên trong chiến thắng 1–0 trận mở màn với Manchester City, Vào ngày 4 tháng 11, anh ghi bàn trong trận đấu đầu tiên của tân huấn luyện viên Antonio Conte, trong chiến thắng 3–2 trước Vitesse ở vòng bảng Europa Conference League. Khi làm được điều đó, Son đã ghi được bàn thắng đầu tiên dưới thời 3 huấn luyện viên chính thức gần đây nhất của Tottenham. Vào ngày 26 tháng 2, Son ghi bàn thắng vào lưới Leeds United trong chiến thắng 4–0; bàn thắng được kiến tạo bởi Harry Kane, đây là lần thứ 37 Kane và Son kết hợp với nhau để ghi bàn, lập kỷ lục mới về việc kết hợp ghi bàn ở Premier League. Vào ngày 9 tháng 4, anh đã ghi hat-trick vào lưới Aston Villa để giúp Spurs giành chiến thắng 4–0 trên sân khách Villa Park. Với cú đúp vào lưới Norwich City trong chiến thắng 5-0 của Tottenham tại vòng 38, Son Heung-Min không chỉ giúp đội nhà giành suất tham dự Champions League mùa tới mà còn đoạt luôn danh hiệu Vua phá lưới mùa này với 23 bàn thắng, bản thân Son cùng chia sẻ danh hiệu này với Mohamed Salah. Với chiến tích này, Son Heung-Min đã đi vào lịch sử khi trở thành cầu thủ châu Á đầu tiên đoạt danh hiệu vua phá lưới Premier League cũng như một trong năm giải đấu hàng đầu châu Âu.

#### 2022–23: Bàn thắng thứ 100 tại Premier League
Sau khi giành Chiếc giày vàng mùa trước, Son đã có một khởi đầu tệ hại cho mùa giải 2022–23 khi không ghi được bàn thắng nào trong 7 trận đầu tiên và chỉ có 1 pha kiến tạo. Tại vòng đấu thứ 8, Son Heung-min vào sân từ ghế dự bị, ghi hat-trick giúp Tottenham thắng Leicester 6-2 . Mặc dù trải qua một mùa giải khó khăn cho Tottenham, vào ngày 8 tháng 4 năm 2023, Son đã ghi bàn thắng thứ 100 tại Ngoại hạng Anh trong chiến thắng 2-1 trước Brighton & Hove Albion, và trở thành cầu thủ châu Á đầu tiên đạt được cột mốc đó.

#### 2023–25: Đảm nhận băng đội trưởng và chức vô địch UEFA Europa League
Son Heung-min là cầu thủ châu Á đầu tiên được trao băng đội trưởng ở Ngoại hạng Anh, thay thế cho Harry Kane, tiền đạo đã chuyển sang Bayern Munich. Son ghi hat-trick trong chiến thắng 5-2 cho Tottenham trước nhà vô địch EFL Championship Burnley, vượt qua Cristiano Ronaldo, Didier Drogba và một số huyền thoại Premier League khác về thành tích ghi bàn tại Ngoại hạng Anh. Trong trận Derby Bắc Luân Đôn, mặc dù để đối thủ cùng thành phố 2 lần lợi thế dẫn bàn nhưng Son đã ghi cú đúp giúp Tottenham cầm hòa Arsenal 2-2 và kéo dài chuỗi trận bất bại lên con số 6 và lần đầu tiên câu lạc bộ sau 6 vòng đầu của 1 mùa giải ghi ít nhất 2 bàn 1 trận. Anh cũng đánh dấu 2 cột mốc kỷ lục cá nhân là 150 bàn thắng cho Tottenham và trở thành cầu thủ châu Á đầu tiên lập cú đúp trên sân Arsenal. Sau đó Son còn ghi thêm 1 bàn thắng nữa trong trận thắng 2-1 trước Liverpool đồng thời nâng số bàn thắng của anh sau 7 vòng là 6 và tạm thời vươn lên xếp thứ 2 trong danh sách vua phá lưới sau Halaand. Với 6 bàn thắng sau 4 trận đấu vào tháng 9, anh sau đó được vinh danh là Cầu thủ xuất sắc nhất tháng của Premier League, lần thứ 4 anh nhận được giải thưởng này. Trong chiến thắng 4–1 trước Newcastle United vào ngày 10 tháng 12, anh trở thành cầu thủ dẫn đầu về số đường kiến tạo mọi thời đại của Tottenham tại Premier League với 83 đường kiến tạo.
Ngày 10 tháng 2 năm 2024, Son trở lại từ AFC Asian Cup 2023, giúp đồng đội Brennan Johnson ghi bàn thắng ở phút 90+6, ấn định chiến thắng 2-1 ở phút cuối trước Brighton & Hove Albion. Điều này khiến Postecoglou ca ngợi anh là "cầu thủ tấn công xuất sắc nhất giải đấu". Son ghi bàn thắng đầu tiên cho câu lạc bộ vào năm 2024 trong chiến thắng 3-1 trước Crystal Palace, nơi anh cũng được trao giải Cầu thủ xuất sắc nhất trận đấu.
Ngày 21 tháng 5 năm 2025, Son đã nâng cao chiếc cúp UEFA Europa League sau khi vào sân thay người trong chiến thắng 1–0 trước Manchester United tại trận chung kết UEFA Europa League 2025. Danh hiệu Europa League là danh hiệu đầu tiên của Tottenham sau 17 năm kể từ Cúp Liên đoàn 2008 và là danh hiệu đầu tiên của Son trong sự nghiệp của mình. Ngày 2 tháng 8 năm 2025, Son xác nhận sẽ chia tay Tottenham sau 10 năm thi đấu, tổng cộng anh đã ghi 173 bàn thắng sau 454 lần ra sân, trở thành một trong những biểu tượng lớn nhất trong lịch sử Tottenham.

## Sự nghiệp quốc tế

### 2009–2014: Cấp độ trẻ và các giải đấu lớn đầu tiên
Ngày 24 tháng 12 năm 2010, Son được triệu tập vào đội tuyển bóng đá quốc gia Hàn Quốc chuẩn bị cho Cúp bóng đá châu Á 2011, anh có trận ra mắt cho đội tuyển trong trận giao hữu trước giải với Syria vào ngày 30 tháng 12. Trong vòng chung kết của giải, anh ghi bàn thắng quốc tế đầu tiên trong chiến thắng 4-1 ở vòng bảng trước Ấn Độ.

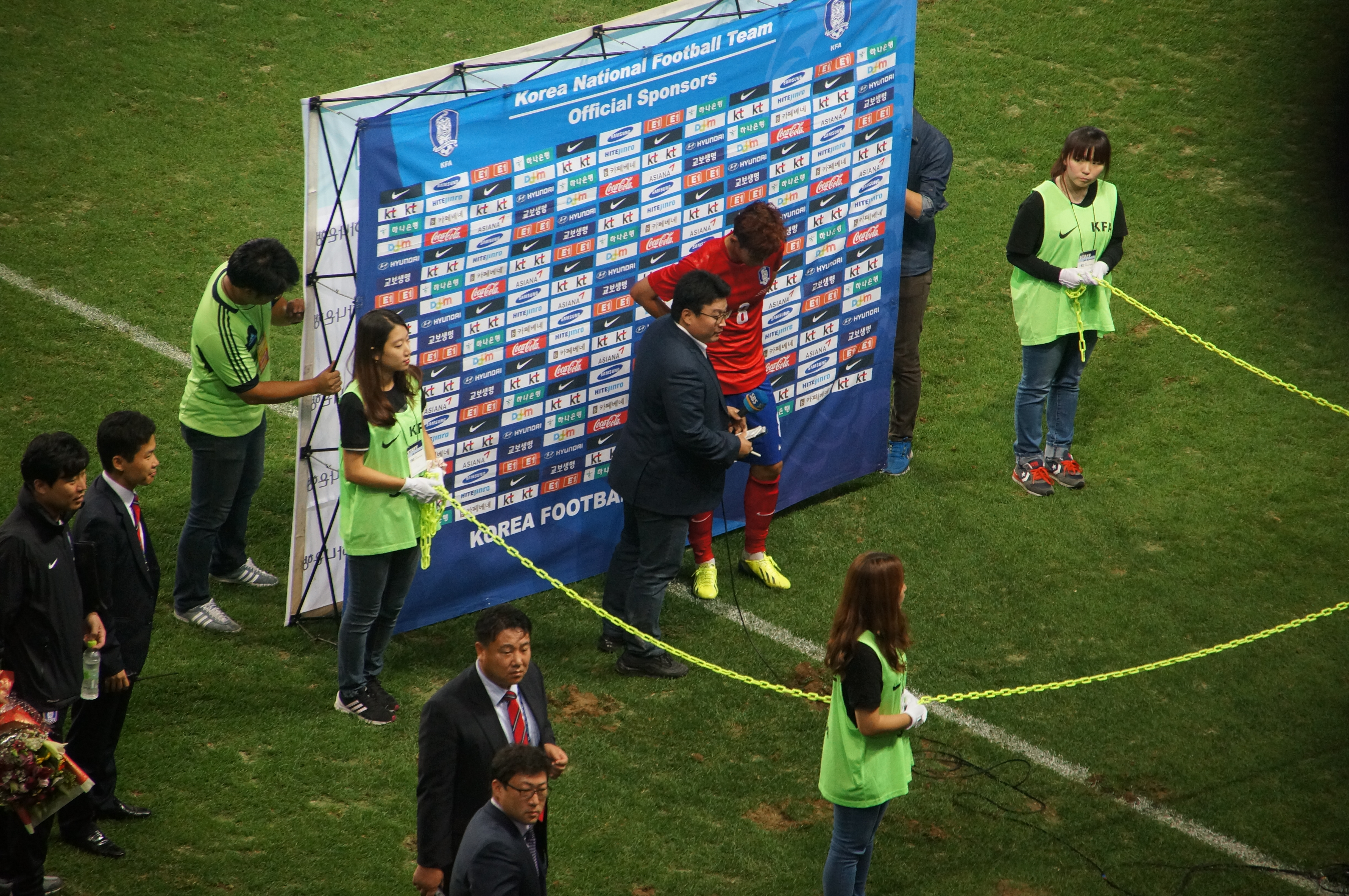
Son trả lời phỏng vấn sau một trận giao hữu gặp Haiti vào tháng 9 năm 2013

Ngày 7 tháng 10 năm 2011, sau khi bỏ lỡ hai trận đầu tiên của Hàn Quốc tại chiến dịch vòng loại World Cup 2014 vào ngày 2 và 6 tháng 9 năm 2011 bởi chấn thương mắt cá chân, anh đã chơi trong một trận giao hữu với Ba Lan và góp mặt trong trận vòng loại World Cup ngày 11 tháng 10 đối đầu với Các Tiểu vương quốc Ả Rập Thống nhất. Tuy nhiên việc thi đấu cho đội tuyển quốc gia lại là một mối lo ngại đối với cha Son, người đã gây ra tranh cãi khi yêu cầu Liên đoàn bóng đá Hàn Quốc không chọn con trai ông vào đội tuyển trong tương lai gần để anh có thể nghỉ ngơi và trưởng thành hơn với vai trò một cầu thủ. Sau đó huấn luyện viên trưởng Hàn Quốc là Cho Kwang-rae đã trả lời khi nói rằng ông sẽ tiếp tục triệu tập Son lên tuyển nếu cần thiết.
Son từng từ chối cơ hội tham dự Thế vận hội Mùa hè 2012, thay vào đó là lựa chọn tập trung vào sự nghiệp của anh tại Hamburger SV. Anh cho biết: "Ở Hàn Quốc, việc thi đấu ở Thế vận hội có ý nghĩa đặc biệt, nhưng tôi lại tăng tốc tại Hamburg. Điều quan trọng là dành toàn bộ thời gian của tôi để tập luyện cùng đội bóng". Tuy nhiên Son vẫn chơi cho đội tuyển vào mùa thu năm 2012 trong hai trận vòng loại giải bóng đá vô địch thế giới 2014 gặp Liban và Iran, và thường xuyên được triệu tập trong các trận giao hữu và vòng loại World Cup trong năm 2013. Trong trận vòng loại World Cup tiếp đón Qatar vào ngày 23 tháng 3 năm 2013, Son vào sân thay người ở phút thứ 81 và lập công ở phút thứ 96.
Tháng 6 năm 2014, Son được triệu tập lên đội tuyển Hàn Quốc để thi đấu tại World Cup 2014. Ngày 22 tháng 6, anh ghi bàn trong thất bại 4-2 trước Algeria ở vòng bảng. Sau khi đội tuyển bị loại, Son là một trong số ít các cầu thủ được ca ngợi với màn trình diễn thuyết phục của họ tại World Cup 2014.
Liên đoàn bóng đá Hàn Quốc đã yêu cầu Bayer Leverkusen cho phép Son thi đấu tại Asian Games 2014 diễn ra ở Incheon, nếu đội tuyển giành tấm huy chương vàng tại giải thì Son sẽ được miễn nghĩa vụ quân sự bắt buộc ở quê nhà. Mặc dù Son khẳng định mong muốn tham dự giải của anh và những nỗ lực của KFA, câu lạc bộ chủ quản Bayer Leverkusen vẫn từ chối thả anh, bởi sự vắng mặt của Son đồng nghĩa họ sẽ mất anh trong ít nhất sáu trận đấu đầu mùa giải.

### 2015–2018: Á quân Asian Cup và huy chương vàng Asian Games
Son đã được gọi vào đội tuyển Hàn Quốc chuẩn bị cho AFC Asian Cup 2015 tại Úc. Ở vòng tứ kết, anh đã ghi cả 2 bàn thắng của đội trong trận thắng 2–0 trước Uzbekistan. Trong trận chung kết với chủ nhà Úc, anh đã ghi bàn gỡ hòa cho Hàn Quốc ở phút 90 sau khi đội nhà bị dẫn trước trong hiệp 1, nhưng cuối cùng đội thua 1-2 trong hiệp phụ và chấp nhận ngôi Á quân. Anh được chọn là một trong ba tiền đạo trong đội hình tiêu biểu của giải đấu.
Vào ngày 3 tháng 9 năm 2015 tại sân vận động Hwaseong, Son đã lập hat-trick trong chiến thắng 8-0 trên sân nhà trước Lào ở vòng loại thứ hai World Cup 2018. Vào tháng 6 năm 2016, Son được triệu tập với tư cách là 1 trong ba cầu thủ quá tuổi trong đội hình của Olympic Hàn Quốc thi đấu ở Olympic 2016 tại Rio de Janeiro. Son đã ghi hai bàn thắng ở vòng bảng với một bàn thắng trước Fiji và một bàn thắng vào lưới Đức, giúp đội của anh đứng đầu bảng với hai chiến thắng và một trận hòa. Nhưng Hàn Quốc đã bị loại bởi Honduras ở vòng tứ kết, trận đấu mà Son mất tích khi không có nhiều cơ hội ghi bàn.

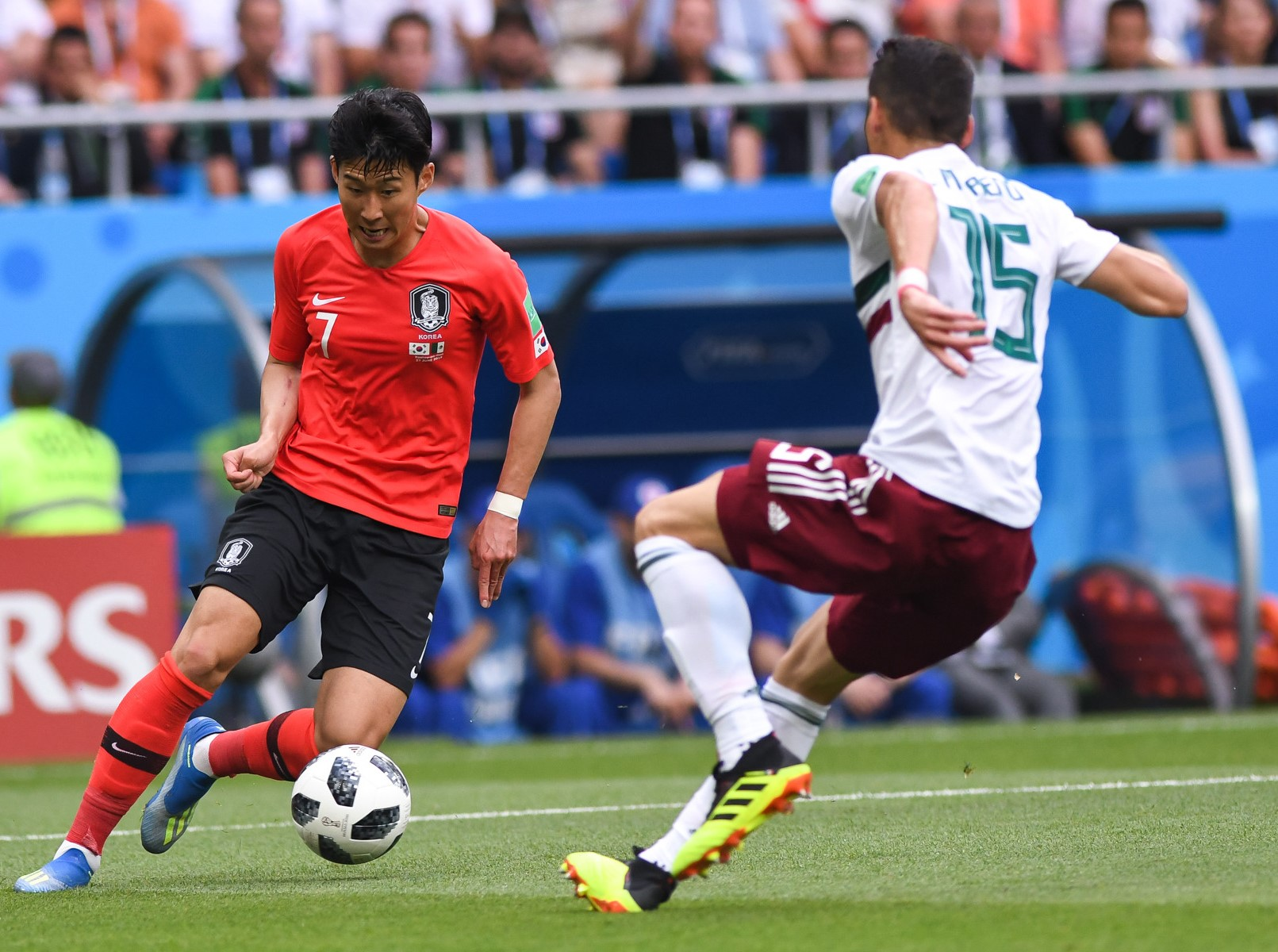
Son Heung-Min đối đầu với Mexico tại World Cup 2018

Anh tiếp tục được huấn luyện viên Shin Tae-yong triệu tập trong đội hình 23 cầu thủ tham dự World Cup 2018 tổ chức tại Nga. Vào ngày 23 tháng 6, Son ghi một bàn thắng cực kỳ đẹp mắt từ sát vòng cấm địa - một cú sút căng chéo vào góc cao nhất - mặc dù đội bóng của anh đã thua 1-2 trước đội tuyển Mexico ở lượt đấu 2 vòng bảng World Cup. Vào ngày 27 tháng 6, trong trận cuối vòng bảng, anh đã ghi bàn thắng thứ 2 ở phút thứ 97 trong chiến thắng 2-0 trước nhà đương kim vô địch thế giới Đức, đồng thời biến Đức thành cựu vương. Tại thời điểm này, anh đã ghi một bàn thắng nổi tiếng từ đường chuyền bóng cùa Ju Se-jong vào lưới trống. Bàn thắng này rất ý nghĩa đối với Son vì nó như một lời trả thù ngọt ngào đối với người Đức, những người ngày xưa đã phân biệt, chế giễu anh. Hàn Quốc dù sau đó vẫn bị loại sớm khi đứng vị trí thứ 3 bảng F với 3 điểm, ghi được 3 bàn và thủng lưới 3 lần nhưng đã được các cổ viên nhà tôn trọng đặc biệt sau trận danh dự đó.
Son được chọn là 1 trong 3 cầu thủ quá tuổi thi đấu trong đội hình U23+3 cho môn bóng đá nam tại Asian Games 2018. Anh được đá chính cho đội trong trận đấu cuối cùng của vòng bảng gặp Kyrgyzstan, ghi bàn thắng duy nhất của trận đấu để giúp Olympic Hàn Quốc lọt vào vòng loại trực tiếp. Son cùng Hàn Quốc vượt qua Iran ở vòng 16 đội và Uzbekistan ở tứ kết. Olympic Hàn Quốc sau đó tiến đến trận chung kết sau khi đánh bại Việt Nam 3–1. Trong trận chung kết, Son đã kiến tạo cả hai bàn thắng của đội nhà trong chiến thắng 2–1 trước Nhật Bản giúp Hàn Quốc bảo vệ thành công chức vô địch ASIAD và qua đó giúp anh được miễn nghĩa vụ quân sự.

### 2019–nay: Đảm nhận băng đội trưởng

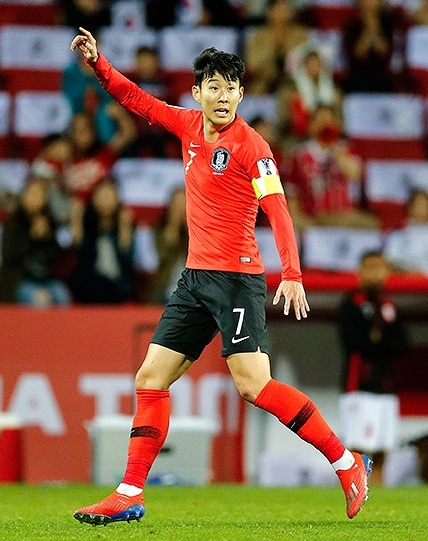
Son Heung-min thi đấu cho Hàn Quốc tại vòng 1/8 Asian Cup 2019

Son tiếp tục được tân huấn luyện viên Paulo Bento triệu tập trong đội hình 23 cầu thủ tham dự Asian Cup 2019 tổ chức tại Các Tiểu vương quốc Ả Rập Thống nhất, giải đấu mà anh chỉ đi góp mặt trong trận cuối vòng bảng gặp Trung Quốc, vòng 16 đội gặp Bahrain và tứ kết gặp Qatar. Tuy vậy Hàn Quốc đã phải là dừng bước ở tứ kết sau thất bại 0–1 trước Qatar (đội tuyển sau đó đã đánh bại Nhật Bản với tỷ số 3-1 và đăng quang ngôi vô địch).
Son được huấn luyện viên Paulo Bento triệu tập trong đội hình 26 cầu thủ tham dự World Cup 2022 dù đang hồi phục sau chấn thương mắt trong trận đấu với Marseille, Do vết thương đau nên Sơn đeo mặt nạ che nửa mặt. Son không ghi được bàn thắng nào, nhưng đã đưa Hàn Quốc vào vòng 16 đội lần đầu tiên kể từ năm 2010, sau pha kiến tạo cho Hwang Hee-chan trong chiến thắng 2-1 trước Bồ Đào Nha vào ngày 2 tháng 12, trước khi để Brazil loại sau thất bại 4–1 tại vòng 16 đội .
Son tiếp tục được huấn luyện viên Jürgen Klinsmann triệu tập trong đội hình 23 cầu thủ tham dự Asian Cup 2023 tổ chức tại Qatar. Tại vòng bảng,  Son ghi 2 bàn đều từ chấm phạt đền trong 2 trận hòa 2-2 trước Jordan ở lượt trận thứ 2, và 3-3 với Malaysia tại lượt trận thứ 3. Sau khi ghi bàn trong loạt luân lưu trong chiến thắng 4-2 tại vòng 16 đội trước Ả Rập Xê Út, Son in dấu giày trong cả 2 bàn giúp Hàn Quốc ngược dòng đánh bại Úc 2-1 qua hai hiệp phụ ở tứ kết. Hàn Quốc sau đó dừng bước tại bán kết khi tái đấu Jordan sau thất bại 0-2.

## Phong cách thi đấu

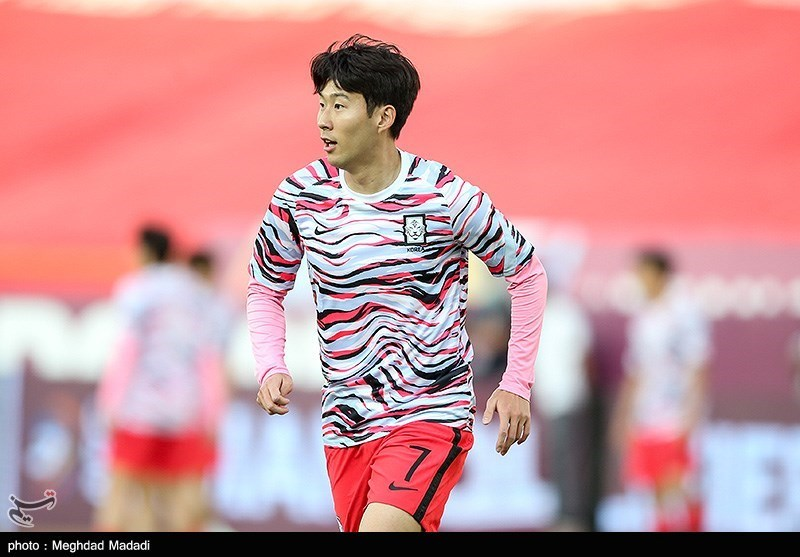
Son Heung-min khởi động trước trận gặp Iran tại vòng loại thứ 3 World Cup 2022

Son được biết đến như một cầu thủ tấn công đa năng nhờ khả năng sử dụng cả hai chân đều rất tốt, và sự sẵn sàng của anh để chơi nhiều vị trí trong một hiệp. Mặc dù anh thường chơi tiền đạo thứ hai ở Hamburg, anh cũng có thể chơi như một cầu thủ chạy cánh, tiền vệ tấn công hoặc thậm chí là tiền đạo. Son đã xác nhận điều này: "Tôi không quan tâm đến vị trí tôi chơi. Điều quan trọng là tôi đang ở trong trận đấu. Tôi có thể chơi như một tiền đạo thứ hai hoặc phía sau. Dù cho huấn luyện viên nói có cho tôi chơi ở đâu đi nữa, tôi vẫn sẽ tuân thủ. Tôi không có một vị trí thi đấu ưa thích nào, tôi sẽ ở bất cứ nơi nào và luôn luôn cố gắng hết sức."
Chiều cao lý tưởng, tốc độ bùng nổ, thể lực dồi dào và cảm giác chọn vị trí tốt là những thế mạnh lớn nhất của Son. Anh được biết đến với khả năng tìm kiếm và tạo được không gian để xử lí bóng, và khả năng kiểm soát bóng và dứt điểm rất tốt của anh khiến anh trở thành một tiền đạo đáng sợ, đặc biệt là trong các pha phản công. Anh thường được người hâm mộ gọi với nhiều biệt danh như "Sonny", "Son7",... tuy nhiên phổ biến nhất vẫn là "Sonaldo" - vì cách chơi bóng của anh có nhiều nét tương đồng với Cristiano Ronaldo.

## Đời tư
Son nói rằng anh không có ý định kết hôn cho đến khi từ giã sự nghiệp bóng đá. Anh từng hẹn hò với các ca sĩ K-pop Bang Minah và Yoo So-young và hiện đang độc thân.
Trong thời gian giãn cách xã hội do đại dịch COVID-19, Son đã hoàn thành nghĩa vụ quân sự bắt buộc của Hàn Quốc. Anh được miễn nghĩa vụ quân sự với huy chương vàng Á vận hội, nhưng anh phải thực hiện một khóa huấn luyện cơ bản dù được miễn trừ. Anh đã hoàn thành khóa huấn luyện cơ bản trong Lực lượng Thủy quân Lục chiến Hàn Quốc tại Jeju vào tháng 4 đến tháng 5 năm 2020, đứng top 5 trong số 157 học viên.
Son đã mở một học viện bóng đá mang tên anh ở quê nhà Chuncheon cùng với cha và anh trai, với chi phí 11 triệu bảng do anh chi trả phần lớn.

## Thống kê sự nghiệp

### Câu lạc bộ
Tính đến ngày 25 tháng 5 năm 2025
| Câu lạc bộ          | Mùa giải            | Giải đấu            | Giải đấu | Giải đấu | Cúp quốc gia | Cúp quốc gia | Cúp Liên đoàn | Cúp Liên đoàn | Châu Âu | Châu Âu | Tổng cộng | Tổng cộng |
| Câu lạc bộ          | Mùa giải            | Hạng đấu            | Trận     | Bàn      | Trận         | Bàn          | Trận          | Bàn           | Trận    | Bàn     | Trận      | Bàn       |
| ------------------- | ------------------- | ------------------- | -------- | -------- | ------------ | ------------ | ------------- | ------------- | ------- | ------- | --------- | --------- |
| Hamburger SV II     | 2009–10             | Regionalliga Nord   | 6        | 1        | —            | —            | —             | —             | —       | —       | 6         | 1         |
| Hamburger SV        | 2010–11             | Bundesliga          | 13       | 3        | 1            | 0            | —             | —             | —       | —       | 14        | 3         |
| Hamburger SV        | 2011–12             | Bundesliga          | 27       | 5        | 3            | 0            | —             | —             | —       | —       | 30        | 5         |
| Hamburger SV        | 2012–13             | Bundesliga          | 33       | 12       | 1            | 0            | —             | —             | —       | —       | 34        | 12        |
| Hamburger SV        | Tổng cộng           | Tổng cộng           | 73       | 20       | 5            | 0            | —             | —             | —       | —       | 78        | 20        |
| Bayer Leverkusen    | 2013–14             | Bundesliga          | 31       | 10       | 4            | 2            | —             | —             | 8       | 0       | 43        | 12        |
| Bayer Leverkusen    | 2014–15             | Bundesliga          | 30       | 11       | 2            | 1            | —             | —             | 10      | 5       | 42        | 17        |
| Bayer Leverkusen    | 2015–16             | Bundesliga          | 1        | 0        | 0            | 0            | —             | —             | 1       | 0       | 2         | 0         |
| Bayer Leverkusen    | Tổng cộng           | Tổng cộng           | 62       | 21       | 6            | 3            | —             | —             | 19      | 5       | 87        | 29        |
| Tottenham Hotspur   | 2015–16             | Premier League      | 28       | 4        | 4            | 1            | 1             | 0             | 7       | 3       | 40        | 8         |
| Tottenham Hotspur   | 2016–17             | Premier League      | 34       | 14       | 5            | 6            | 0             | 0             | 8       | 1       | 47        | 21        |
| Tottenham Hotspur   | 2017–18             | Premier League      | 37       | 12       | 7            | 2            | 2             | 0             | 7       | 4       | 53        | 18        |
| Tottenham Hotspur   | 2018–19             | Premier League      | 31       | 12       | 1            | 1            | 4             | 3             | 12      | 4       | 48        | 20        |
| Tottenham Hotspur   | 2019–20             | Premier League      | 30       | 11       | 4            | 2            | 1             | 0             | 6       | 5       | 41        | 18        |
| Tottenham Hotspur   | 2020–21             | Premier League      | 37       | 17       | 2            | 0            | 3             | 1             | 9       | 4       | 51        | 22        |
| Tottenham Hotspur   | 2021–22             | Premier League      | 35       | 23       | 2            | 0            | 4             | 0             | 4       | 1       | 45        | 24        |
| Tottenham Hotspur   | 2022–23             | Premier League      | 36       | 10       | 3            | 2            | 0             | 0             | 8       | 2       | 47        | 14        |
| Tottenham Hotspur   | 2023–24             | Premier League      | 35       | 17       | 0            | 0            | 1             | 0             | —       | —       | 36        | 17        |
| Tottenham Hotspur   | 2024–25             | Premier League      | 30       | 7        | 2            | 0            | 4             | 1             | 10      | 3       | 46        | 11        |
| Tottenham Hotspur   | Tổng cộng           | Tổng cộng           | 333      | 127      | 30           | 14           | 21            | 5             | 70      | 27      | 454       | 173       |
| Tổng cộng sự nghiệp | Tổng cộng sự nghiệp | Tổng cộng sự nghiệp | 474      | 169      | 41           | 17           | 21            | 5             | 89      | 32      | 625       | 223       |

1. ↑  Bao gồm DFB-Pokal, FA Cup
2. ↑  Bao gồm EFL Cup
3. 1 2 3 4 5 6 7  Số lần ra sân tại UEFA Champions League
4. 1 2 3  Số lần ra sân tại UEFA Europa League
5. ↑  Sáu lần ra sân và một bàn thắng tại UEFA Champions League, hai lần ra sân tại UEFA Europa League
6. ↑  Số lần ra sân tại UEFA Europa Conference League

### Đội tuyển quốc gia
| Đội tuyển quốc gia  | Năm                 | Trận | Bàn |
| ------------------- | ------------------- | ---- | --- |
| U17 Hàn Quốc        | 2008                | 10   | 4   |
| U17 Hàn Quốc        | 2009                | 8    | 3   |
| U17 Hàn Quốc        | Tổng cộng           | 18   | 7   |
| U23 Hàn Quốc        | 2016                | 4    | 2   |
| U23 Hàn Quốc        | 2018                | 6    | 1   |
| U23 Hàn Quốc        | Tổng cộng           | 10   | 3   |
| Hàn Quốc            | 2010                | 1    | 0   |
| Hàn Quốc            | 2011                | 7    | 1   |
| Hàn Quốc            | 2012                | 3    | 0   |
| Hàn Quốc            | 2013                | 11   | 4   |
| Hàn Quốc            | 2014                | 12   | 2   |
| Hàn Quốc            | 2015                | 12   | 9   |
| Hàn Quốc            | 2016                | 6    | 1   |
| Hàn Quốc            | 2017                | 9    | 3   |
| Hàn Quốc            | 2018                | 13   | 3   |
| Hàn Quốc            | 2019                | 13   | 3   |
| Hàn Quốc            | 2020                | 2    | 0   |
| Hàn Quốc            | 2021                | 7    | 4   |
| Hàn Quốc            | 2022                | 12   | 5   |
| Hàn Quốc            | 2023                | 8    | 6   |
| Hàn Quốc            | 2024                | 15   | 10  |
| Hàn Quốc            | 2025                | 3    | 0   |
| Hàn Quốc            | Tổng cộng           | 134  | 51  |
| Tổng cộng sự nghiệp | Tổng cộng sự nghiệp | 162  | 61  |

### Bàn thắng quốc tế
| #   | Ngày                 | Địa điểm                                                          | Đối thủ    | Bàn thắng | Kết quả      | Giải đấu                      |
| --- | -------------------- | ----------------------------------------------------------------- | ---------- | --------- | ------------ | ----------------------------- |
| 1.  | 18 tháng 1 năm 2011  | Sân vận động Al Gharafa, Doha, Qatar                              | Ấn Độ      | 4–1       | 4–1          | AFC Asian Cup 2011            |
| 2.  | 26 tháng 3 năm 2013  | Sân vận động World Cup Seoul, Seoul, Hàn Quốc                     | Qatar      | 2–1       | 2–1          | Vòng loại FIFA World Cup 2014 |
| 3.  | 6 tháng 9 năm 2013   | Sân vận động bóng đá Incheon, Incheon, Hàn Quốc                   | Haiti      | 1–0       | 4–1          | Giao hữu                      |
| 4.  | 6 tháng 9 năm 2013   | Sân vận động bóng đá Incheon, Incheon, Hàn Quốc                   | Haiti      | 4–1       | 4–1          | Giao hữu                      |
| 5.  | 15 tháng 10 năm 2013 | Sân vận động Cheonan, Cheonan, Hàn Quốc                           | Mali       | 2–1       | 3–1          | Giao hữu                      |
| 6.  | 5 tháng 3 năm 2014   | Sân vận động Karaiskakis, Athens, Hy Lạp                          | Hy Lạp     | 2–0       | 2–0          | Giao hữu                      |
| 7.  | 22 tháng 6 năm 2014  | Sân vận động Beira-Rio, Porto Alegre, Brasil                      | Algérie    | 1–3       | 2–4          | FIFA World Cup 2014           |
| 8.  | 22 tháng 1 năm 2015  | Sân vận động Melbourne Rectangular, Melbourne, Úc                 | Uzbekistan | 1–0       | 2–0          | AFC Asian Cup 2015            |
| 9.  | 22 tháng 1 năm 2015  | Sân vận động Melbourne Rectangular, Melbourne, Úc                 | Uzbekistan | 2–0       | 2–0          | AFC Asian Cup 2015            |
| 10. | 31 tháng 1 năm 2015  | Sân vận động Australia, Sydney, Úc                                | Úc         | 1–1       | 1–2 (s.h.p.) | AFC Asian Cup 2015            |
| 11. | 16 tháng 6 năm 2015  | Sân vận động Rajamangala, Bangkok, Thái Lan                       | Myanmar    | 2–0       | 2–0          | Vòng loại FIFA World Cup 2018 |
| 12. | 3 tháng 9 năm 2015   | Sân vận động Hwaseong, Hwaseong, Hàn Quốc                         | Lào        | 8–0       |              | Vòng loại FIFA World Cup 2018 |
| 13. | 3 tháng 9 năm 2015   | Sân vận động Hwaseong, Hwaseong, Hàn Quốc                         | Lào        | 8–0       | 5–0          | Vòng loại FIFA World Cup 2018 |
| 14. | 3 tháng 9 năm 2015   | Sân vận động Hwaseong, Hwaseong, Hàn Quốc                         | Lào        | 8–0       | 7–0          | Vòng loại FIFA World Cup 2018 |
| 15. | 17 tháng 11 năm 2015 | Sân vận động Quốc gia Lào mới, Viêng Chăn, Lào                    | Lào        | 3–0       | 5–0          | Vòng loại FIFA World Cup 2018 |
| 16. | 17 tháng 11 năm 2015 | Sân vận động Quốc gia Lào mới, Viêng Chăn, Lào                    | Lào        | 5–0       | 5–0          | Vòng loại FIFA World Cup 2018 |
| 17. | 6 tháng 10 năm 2016  | Sân vận động World Cup Suwon, Suwon, Hàn Quốc                     | Qatar      | 3–2       | 3–2          | Vòng loại FIFA World Cup 2018 |
| 18. | 10 tháng 10 năm 2017 | Tissot Arena, Biel/Bienne, Thụy Sĩ                                | Maroc      | 1–3       | 1–3          | Giao hữu                      |
| 19. | 10 tháng 11 năm 2017 | Sân vận động World Cup Suwon, Suwon, Hàn Quốc                     | Colombia   | 1–0       | 2–1          | Giao hữu                      |
| 20. | 10 tháng 11 năm 2017 | Sân vận động World Cup Suwon, Suwon, Hàn Quốc                     | Colombia   | 2–0       | 2–1          | Giao hữu                      |
| 21. | 28 tháng 5 năm 2018  | Sân vận động Daegu, Daegu, Hàn Quốc                               | Honduras   | 1–0       | 2–0          | Giao hữu                      |
| 22. | 23 tháng 6 năm 2018  | Rostov Arena, Rostov-on-Don, Nga                                  | México     | 1–2       | 1–2          | FIFA World Cup 2018           |
| 23. | 27 tháng 6 năm 2018  | Kazan Arena, Kazan, Nga                                           | Đức        | 2–0       | 2–0          | FIFA World Cup 2018           |
| 24. | 26 tháng 3 năm 2019  | Sân vận động World Cup Seoul, Seoul, Hàn Quốc                     | Colombia   | 1–0       | 2–1          | Giao hữu                      |
| 25. | 10 tháng 10 năm 2019 | Sân vận động Hwaseong, Hwaseong, Hàn Quốc                         | Sri Lanka  | 1–0       | 8–0          | Vòng loại FIFA World Cup 2022 |
| 26. | 10 tháng 10 năm 2019 | Sân vận động Hwaseong, Hwaseong, Hàn Quốc                         | Sri Lanka  | 5–0       | 8–0          | Vòng loại FIFA World Cup 2022 |
| 27. | 13 tháng 6 năm 2021  | Sân vận động Goyang, Goyang, Hàn Quốc                             | Liban      | 2–1       | 2–1          | Vòng loại FIFA World Cup 2022 |
| 28. | 7 tháng 10 năm 2021  | Sân vận động Ansan Wa~, Ansan, Hàn Quốc                           | Syria      | 2–1       | 2–1          | Vòng loại FIFA World Cup 2022 |
| 29. | 12 tháng 10 năm 2021 | Sân vận động Azadi, Tehran, Iran                                  | Iran       | 1–0       | 1–1          | Vòng loại FIFA World Cup 2022 |
| 30. | 16 tháng 11 năm 2021 | Sân vận động Thani bin Jassim, Doha, Qatar                        | Iraq       | 2–0       | 3–0          | Vòng loại FIFA World Cup 2022 |
| 31. | 24 tháng 3 năm 2022  | Sân vận động World Cup Seoul, Seoul, Hàn Quốc                     | Iran       | 1–0       | 2–0          | Vòng loại FIFA World Cup 2022 |
| 32. | 6 tháng 6 năm 2022   | Sân vận động World Cup Daejeon, Daejeon, Hàn Quốc                 | Chile      | 2–0       | 2–0          | Giao hữu                      |
| 33. | 10 tháng 6 năm 2022  | Sân vận động World Cup Suwon, Suwon, Hàn Quốc                     | Paraguay   | 1–2       | 2–2          | Giao hữu                      |
| 34. | 23 tháng 9 năm 2022  | Sân vận động Goyang, Goyang, Hàn Quốc                             | Costa Rica | 2–2       | 2–2          | Giao hữu                      |
| 35. | 27 tháng 9 năm 2022  | Sân vận động World Cup Seoul, Seoul, Hàn Quốc                     | Cameroon   | 1–0       | 1–0          | Giao hữu                      |
| 36. | 24 tháng 3 năm 2023  | Sân vận động bóng đá Ulsan Munsu, Ulsan, Hàn Quốc                 | Colombia   | 1–0       | 2–2          | Giao hữu                      |
| 37. | 24 tháng 3 năm 2023  | Sân vận động bóng đá Ulsan Munsu, Ulsan, Hàn Quốc                 | Colombia   | 2–0       | 2–2          | Giao hữu                      |
| 38. | 17 tháng 10 năm 2023 | Sân vận động World Cup Suwon, Suwon, Hàn Quốc                     | Việt Nam   | 4–0       | 6–0          | Giao hữu                      |
| 39. | 16 tháng 11 năm 2023 | Sân vận động World Cup Seoul, Seoul, Hàn Quốc                     | Singapore  | 3–0       | 5–0          | Vòng loại FIFA World Cup 2026 |
| 40. | 21 tháng 11 năm 2023 | Trung tâm Thể thao Universiade Thâm Quyến, Thâm Quyến, Trung Quốc | Trung Quốc | 1–0       | 3–0          | Vòng loại FIFA World Cup 2026 |
| 41. | 21 tháng 11 năm 2023 | Trung tâm Thể thao Universiade Thâm Quyến, Thâm Quyến, Trung Quốc | Trung Quốc | 2–0       | 3–0          | Vòng loại FIFA World Cup 2026 |
| 42. | 20 tháng 1 năm 2024  | Sân vận động Al Thumama, Doha, Qatar                              | Jordan     | 1–0       | 2–2          | AFC Asian Cup 2023            |
| 43. | 25 tháng 1 năm 2024  | Sân vận động Al Janoub, Al Wakrah, Qatar                          | Malaysia   | 3–2       | 3–3          | AFC Asian Cup 2023            |
| 44. | 2 tháng 2 năm 2024   | Sân vận động Al Janoub, Al Wakrah, Qatar                          | Úc         | 2–1       | 2–1 (s.h.p.) | AFC Asian Cup 2023            |
| 45. | 21 tháng 3 năm 2024  | Sân vận động World Cup Seoul, Seoul, Hàn Quốc                     | Thái Lan   | 1–0       | 1–1          | Vòng loại FIFA World Cup 2026 |
| 46. | 26 tháng 3 năm 2024  | Sân vận động Rajamangala, Bangkok, Thái Lan                       | Thái Lan   | 2–0       | 3–0          | Vòng loại FIFA World Cup 2026 |
| 47. | 6 tháng 6 năm 2024   | Sân vận động Quốc gia, Kallang, Singapore                         | Singapore  | 3–0       | 7–0          | Vòng loại FIFA World Cup 2026 |
| 48. | 6 tháng 6 năm 2024   | Sân vận động Quốc gia, Kallang, Singapore                         | Singapore  | 5–0       | 7–0          | Vòng loại FIFA World Cup 2026 |
| 49. | 10 tháng 9 năm 2024  | Khu liên hợp thể thao Sultan Qaboos, Muscat, Oman                 | Oman       | 2–1       | 3–1          | Vòng loại FIFA World Cup 2026 |
| 50. | 14 tháng 11 năm 2024 | Sân vận động Quốc tế Jaber Al-Ahmad,Thành phố Kuwait, Kuwait      | Kuwait     | 2–0       | 3–1          | Vòng loại FIFA World Cup 2026 |
| 51. | 19 tháng 11 năm 2024 | Sân vận động Quốc tế Amman, Amman, Jordan                         | Palestine  | 1–1       | 1–1          | Vòng loại FIFA World Cup 2026 |

### Bàn thắng ở đội U-23
Danh sách bàn thắng và kết quả đầu tiên ở đội Hàn Quốc.
| # | Ngày               | Địa điểm                                    | Đối thủ | Bàn thắng | Kết quả | Giải đấu                |
| - | ------------------ | ------------------------------------------- | ------- | --------- | ------- | ----------------------- |
| 1 | 4 tháng 8 năm 2016 | Itaipava Arena Fonte Nova, Salvador, Brazil | Fiji    | 5–0       | 8–0     | Thế vận hội Mùa hè 2016 |
| 2 | 7 tháng 8 năm 2016 | Itaipava Arena Fonte Nova, Salvador, Brazil | Đức     | 2–2       | 3–3     | Thế vận hội Mùa hè 2016 |

- Ngoài ra, anh cũng ghi 1 bàn vào lưới đội Kyrgyzstan trong đội hình U23+3 ở tại vòng 1 của Asiad 2018.

## Danh hiệu

### Câu lạc bộ
Tottenham Hotspur
- UEFA Europa League: 2024–25[163]
- EFL Cup á quân: 2020–21[164]
- UEFA Champions League á quân: 2018–19[165]

### Quốc tế

#### U-17 Hàn Quốc
- Á quân Giải vô địch bóng đá U-16 châu Á: 2008[166]

#### U-23 Hàn Quốc
- Asian Games: 2018[167]

#### Hàn Quốc
- Á quân AFC Asian Cup: 2015[168]

### Cá nhân
- Đề cử Quả bóng Vàng châu Âu: 2019 (thứ 22)[169] , 2022 (thứ 11)
- Đề cử FIFA FIFPro World11: 2019, 2020[170][171]
- Giải thưởng FIFA Puskás: 2020[172]
- Bàn thắng đẹp nhất mùa giải UEFA Champions League: 2014–15[173]
- Cầu thủ Ngoại hạng Anh xuất sắc nhất tháng: tháng 9 năm 2016, tháng 4 năm 2017, tháng 10 năm 2020
- Bàn thắng đẹp nhất tháng Giải bóng đá Ngoại Hạng Anh: tháng 11 năm 2018, tháng 12 năm 2019[174]
- Bàn thắng của mùa giải tại Premier League: 2019–20[175]
- Bàn thắng của mùa giải theo BBC: 2019–20[176]
- Cầu thủ London của năm (Ngoại hạng Anh): 2018–19[177]
- Bàn thắng của mùa giải tại Tottenham Hotspur: 2017–18, 2018–19, 2019–20[178][179][180]
- Cầu thủ xuất sắc nhất mùa giải của Tottenham Hotspur: 2018–19, 2019–20[180][181]
- Bàn thắng của thập kỷ tại Tottenham Hotspur: 2010–2019[182]
- Cầu thủ bóng đá xuất sắc nhất châu Á: 2014, 2015, 2017, 2018, 2019, 2020, 2021, 2022[183][184][185][186][187][188]
- Cầu thủ xuất sắc nhất châu Á của AFC: 2015, 2017, 2019[189][190][191]
- Cầu thủ bóng đá của năm ở Hàn Quốc: 2013, 2014, 2017, 2019, 2020[192][193][194][195][196]
- Bàn thắng của năm ở Hàn Quốc: 2015, 2016, 2018[197][198][199]
- Chiếc giày vàng Giải bóng đá Ngoại hạng Anh: 2021–22[200]
- Huân chương Rồng Xanh: 2022[201]
- Cầu thủ châu Á hay nhất đang thi đấu ở nước ngoài của AFC: 2024[202]